# ジャック・ビーソン
ジャック・ハミルトン・ビーソン（Jack Hamilton Beeson、1921年7月15日 - 2010年6月6日）は、アメリカ合衆国の作曲家。特にオペラ作品で知られ、代表作には『リジー・ボーデン』、『Hello Out There!』、『The Sweet Bye and Bye』がある。

## 生い立ち
ビーソンは、インディアナ州マンシーに生まれ、1928年からルエラ・ウェイマー (Luella Weimer) にピアノの手ほどきを受け始めたが、作曲を始めたのは1933年からのことであった。やがて、メトロポリタン歌劇場のラジオ放送に影響を受けたビーソンは、オペラの作曲家になるという志を立てた。1936年から1939年にかけて、ビーソンはピアノ教師を何回も代え、パーシヴァル・オウエン (Percival Owen) についたこともあった。トロント大学の音楽院からは、ピアノと音楽理論の一級栄誉賞を受けるという業績を得た。1944年から1945年には、ニューヨークでバルトーク・ベーラから個人教授を受けた。当時、ビーソンはコロンビア大学のオペラ・ワークショップや Columbia Theatre Associates によるオペラの制作に関わっていた。これがきっかけとなって、彼の音楽はニューヨークで初演されることになった。1946年から1947年にかけて、ビーソンはポール・グッドマン (Paul Goodman) の舞台劇を取り上げてオペラ化した『ジョナ (Jonah)』を作曲し、また、ピアノソナタ第5番も作曲した。ビーソンはローマ賞とフルブライト奨学金を獲得し、これによって1948年から1950年まで、ローマに住んだ。

## 経歴
ローマ滞在中に、ビーソンは『ジョナ』を完成させ、その後、コロンビア大学における教職とオペラ制作に戻った。1953年から1954年にかけて、ビーソンはウィリアム・サローヤンの演劇作品に基づいて『Hello Out There!』のリブレット作成と作曲を行ない、その初演を監督した。1955年から1958年まで、ビーソンはケンウォード・エルムスリー (Kenward Elmslie) をの共同作業で『The Sweet Bye and Bye』を書き、ジュリアード学院で初演した。1958年から1959年にかけては、オーケストラ用の3作品と、多数の小品を作曲した。1965年と1967年には、『リジー・ボーデン』をニューヨーク・シティ・オペラで録音して発表し、NET Opera でテレビ放送された。この頃、ビーソンはコロンビア大学で、マクダウェル音楽教授 (MacDowell Professor of Music) となった。1981年から1991年まで、ビーソンは作詞家シェルドン・ハーニック (Sheldon Harnick) と組んで英雄喜劇『シラノ (Cyrano)』に取り組んだ。1988年には、コロンビア大学を早期退職したが、シニア・スカラー協会 (the Society of Senior Scholars) の一員として大学には関わり続けた。2010年5月、ビーソンはアメリカ音楽センター (American Music Center) から特別表彰 (Letter of Distinction) を受けた。
ビーソンの教えを受けた学生たちの中には、チャールズ・ウォリネン、John Kander、Phillip Ramey、Alice Shields、Joan Tower、Harvey Sollberger、Michael Rosenzweig、盛宗亮（ブライト・シェン、Bright Sheng）、Mark Birnbaum、Richard Einhorn などがいた。ビーソンは、2010年6月6日にニューヨーク州ニューヨーク市で死去した。